# Penisa oblataria
Penisa oblataria är en fjärilsart som beskrevs av Walker 1861. Penisa oblataria ingår i släktet Penisa och familjen nattflyn. Inga underarter finns listade i Catalogue of Life.